# Hillcrest Heights (Florida)
Hillcrest Heights és una població dels Estats Units a l'estat de Florida. Segons el cens del 2000 tenia 266 habitants.

## Demografia
Segons el cens del 2000, Hillcrest Heights tenia 266 habitants, 99 habitatges, i 75 famílies. La densitat de població era de 641,9 habitants/km².
Dels 99 habitatges en un 36,4% hi vivien nens de menys de 18 anys, en un 68,7% hi vivien parelles casades, en un 4% dones solteres, i en un 24,2% no eren unitats familiars. En el 20,2% dels habitatges hi vivien persones soles el 12,1% de les quals corresponia a persones de 65 anys o més que vivien soles. El nombre mitjà de persones vivint en cada habitatge era de 2,69 i el nombre mitjà de persones que vivien en cada família era de 3,15.
Per edats la població es repartia de la següent manera: un 25,6% tenia menys de 18 anys, un 5,3% entre 18 i 24, un 27,1% entre 25 i 44, un 24,8% de 45 a 60 i un 17,3% 65 anys o més.
L'edat mediana era de 40 anys. Per cada 100 dones de 18 o més anys hi havia 98 homes.
La renda mediana per habitatge era de 60.556 $ i la renda mediana per família de 62.143 $. Els homes tenien una renda mediana de 40.833 $ mentre que les dones 33.125 $. La renda per capita de la població era de 20.802 $. Entorn del 2,9% de les famílies i l'1,5% de la població estaven per davall del llindar de pobresa.

## Poblacions més properes
El següent diagrama mostra les poblacions més properes.